# Radojica Radojičić
Radojica Radojičić, né le 23 novembre 1931 et mort le 6 mai 2021, est un entraîneur de football yougoslave (croate).

## Biographie
Il est notamment actif en Tunisie, entraînant l'équipe nationale, le Club sportif sfaxien, le Club athlétique bizertin et l'Océano Club de Kerkennah.
Le plus grand succès de sa carrière d´entraîneur a lieu durant la saison 1967-1968, où il atteint la finale de la Coupe de Yougoslavie avec FK Bor. Son équipe s'incline lourdement 7-0 contre l'Étoile rouge de Belgrade.

## Palmarès
- Coupe de Yougoslavie
  - Finaliste : 1968